# William O'Malley
Willian O'Malley (Buffalo, 18 de agosto de 1931 – Newton, 15 de julho de 2023) foi um padre jesuíta, ator e escritor estadunidense.
Trabalha atualmente como professor de Inglês e Teologia na "Fordham Preparatory School" localizada no Bronx. Padre O'Malley é mais conhecido pelo seu papel de Padre Dyer no filme "O Exorcista" no qual também foi conselheiro técnico. Ele também apareceu no programa "E! True Hollywood Story" — Blasfêmia/Praga de O Exorcista.
O'Malley escreveu escreveu os livros "Choosing to Be Catholic", "Why Be Catholic?", "God: The Oldest Question", "Meeting the Living God" e "The Fifth Week".
Antes de ingressar na "Fordham", O'Malley lecionou Inglês e Teologia na "McQuaid Jesuit High School" em Rochester, Nova Iorque, por mais de trinta anos. Também dirigiu musicais de escolas e produções dramáticas.